# 2001 في العراق
فيما يلي قوائم الأحداث التي وقعت خلال عام 2001 في العراق.

## سياسة

### تعيين في المنصب
- 1 يناير – همام عبد الخالق عبد الغفور وزير التعليم العالي والبحث العلمي.
- 23 يونيو – رسول عبد الحسين سوادي وزير الري.

### انتهاء فترة المنصب
- 21 يونيو – محمود ذياب الأحمد وزير الري.

## كتب
من الكتب التي صدرت هذه السنة في العراق:
- 1 يناير – أعيان الزمان وجيران النعمان في مقبرة الخيزران من تأليف وليد الأعظمي.
- 1 يناير – القلعة الحصينة من تأليف صدام حسين.

## وفيات

### يناير
- 1 يناير – إبراهيم السامرائي (مواليد 1922)
- 1 يناير – حسين جميل (مواليد 1908) وزير، وصحفي، ومحامي، ومؤلف، وأديب، وزير العدل في العهد الملكي في العراق عام 1949.
- 1 يناير – عبد الهادي محبوبة (مواليد 1918)
- 1 يناير – لميعة البدري (مواليد 1920) طبيبة عراقية أختصت في علم الولادة والطب النسائي، وناشطة في حقوق المرأة.
- 1 يناير – محمد مهدي شمس الدين (مواليد 1936)

### مايو
- 31 مايو – فيصل الحسيني (مواليد 1940) سياسي فلسطيني.

### أكتوبر
- 23 أكتوبر – عصمت كتاني (مواليد 1929) دبلوماسي عراقي.

### ديسمبر
- 17 ديسمبر – محمد الحسيني الشيرازي (مواليد 1928) مرجع شيعي.